# Сураж (Витебская область)
Су́раж (бел. Су́раж) — городской посёлок в Беларуси, в составе Витебского района Витебской области. Административный центр Суражского сельсовета.
Численность населения — 647 человек (на 1 января 2025 года).

## География
Расположен в 41 км к северо-востоку от Витебска, на автодороге Р112 (Витебск — Велиж).

### Гидрография
На реке Западная Двина при впадении в неё реки Каспля.

## Геральдика
Герб учреждён Указом Президента Республики Беларусь от 20 января 2006 года № 36 и зарегистрирован в Государственном геральдическом регистре Республики Беларусь 6 февраля 2006 года № Б-77. Утверждён решением Суражского поселкового исполнительного комитета от 21 марта 2002 года № 24.

## История
Известен с XI—XIII веков.
После строительства в военных целях по приказу Сигизмунда II в 1563 году Суражского замка получил статус города. В 1570 году с целью привлечения новых жителей Сураж получил такие же права и вольности, как и Витебск. В 1570 году становится центром староства. Во время русско-польской войны 1654—1667 гг. взят русскими войсками, по Андрусовскому перемирию (в 1667 году) возвращён Великому княжеству Литовскому.
В составе России с 1772 года. С 1776 года — город, центр уезда, с 1886 года — заштатный город Витебского уезда. С 1924 года центр района, с 1938 года городской поселок. В 1861—1896 гг. в Сураже действовал стекольный завод, в 1890—1925 гг. бумажно-картонная фабрика. В 1897 году в городе был 2731 житель, в том числе белорусов − 1406, евреев — 1247, русских — 57.
27 сентября 1938 года Сураж получил статус посёлка городского типа.
В 1939 году в Сураже проживал 3001 человек: 2114 белорусов, 461 еврей, 324 русских, 47 украинцев, 24 поляка и 31 представитель других национальностей.
Во время Великой Отечественной войны Сураж был оккупирован с июля 1941 года. Оккупанты уничтожили в городе и районе 9181 человек. Начало массовому истреблению мирного населения, включая еврейское, было положено немецкой айнзацкомандой 9, прибывшей в район Суража 12 августа 1941 года для проведения операции против советских партизан; после провала операции (настигнуть партизан немцам не удалось) при содействии полевых частей вермахта были расстреляны 500 евреев в лесу у города. К северо-востоку от Суража находились «Витебские ворота». Освобождён 28 октября 1943 года.
До 10 сентября 1957 года Сураж — центр Суражского района. 20 января 1960 года Сураж передан в состав Витебского района из упразднённого Суражского района. В 1960—1962 гг. и с 1965 года — в Витебском (в 1962—1965 гг. в Лиозненском) районе.
В 2010 году в связи с празднованием 65-й годовщины Победы советского народа в Великой Отечественной войне и в целях увековечивания подвига воинов Красной Армии, партизан и подпольщиков городской посёлок Сураж награждён вымпелом «За мужнасць і стойкасць у гады Вялікай Айчыннай вайны» (Указ Президента Республики Беларусь от 19 апреля 2010 года № 189).

## Население
Численность населения — 647 человек (на 1 января 2025 года). Численность населения — 672 человек (на 1 января 2024 года).
На 1 января 2023 года численность населения составляет 681 человек.
| Население Суража в XVIII—XXI вв. (чел.) |
| --------------------------------------- |

## Культура
- Дом культуры
- Музей ГУО «Суражская средняя школа имени Героя Советского Союза М. Ф. Шмырёва»

## Достопримечательности
- Еврейское кладбище
- Действующая паромная переправа
- Захоронение времён ВКЛ
- Захоронение в Любщине
- Дендрарий
- Замчище
- Памятный дуб
- Церковь святых Петра и Павла (1996, ранее — мебельный магазин, здание построено во времена СССР)

### Памятник, скульптура
- Памятник Владимиру Ленину
- Памятник землякам
- Памятник в увековечение памяти детей М. Ф. Шмырёва.
- Памятник воинам-освободителям

## Известные лица
В поселке родился юрист и экономист Захарий Каценеленбаум.